# Burmeistera longifolia
Burmeistera longifolia är en klockväxtart som beskrevs av Henry Allan Gleason. Burmeistera longifolia ingår i släktet Burmeistera och familjen klockväxter.
Artens utbredningsområde är Colombia. Inga underarter finns listade i Catalogue of Life.